# Västra Rudtjärnen
Västra Rudtjärnen är en sjö i Årjängs kommun i Värmland och ingår i Göta älvs huvudavrinningsområde. Sjöns area är 0,029 kvadratkilometer och den befinner sig 274 meter över havet.